# Lavinia Antequera
Lavinia Antequera (Valera,Trujillo, Venezuela, 16 de julio de 1991) es una jugadora de fútbol y futsal venezolana que actualmente se desempeña como cierre en el club Fundación Juventas de Colombia. Su último paso por el fútbol de once fue en el año 2020 donde disputó el Torneo de Primera División con el club San Lorenzo. Además fue una de las 15 primeras jugadoras profesionales de Argentina.También es jugadora de la Selección Venezolana de Futsal con la que disputó la Copa América 2023.

## Clubes
| Club                   | País      | Año         |
| ---------------------- | --------- | ----------- |
| Estudiantes de Guarico | Venezuela | 2012        |
| Trujillanos            | Venezuela | 2014 -2016  |
| Flor de Patria         | Venezuela | 2016 - 2017 |
| Trujillanos            | Venezuela | 2017        |
| San Lorenzo            | Argentina | 2018 - 2022 |
| Tigres                 | Venezuela | 2022        |
| Fundación Juventas     | Colombia  | 2023        |